# دنيس إل. بيك
دنيس إل. بيك (بالإنجليزية: Dennis L. Peck)‏ هو عالم اجتماع أمريكي، ولد في 1942.